# Lampugnano (métro de Milan)
Pour les articles homonymes, voir Lampugnano.
Lampugnano est une station de la ligne 1 du métro de Milan, situé via Giulio Natta. Elle doit son nom à Lampugnano, une ancienne commune autonome jusqu'en 1841 et actuel quartier de Milan.